# Lasiocyano sazimai
Genre
Espèce
Synonymes
- Pterinopelma sazimai Bertani, Nagahama & Fukushima, 2011

Lasiocyano sazimai, unique représentant du genre Lasiocyano, est une espèce d'araignées mygalomorphes de la famille des Theraphosidae.

## Distribution
Cette espèce est endémique du Brésil. Elle se rencontre dans les États de Bahia et du Minas Gerais.

## Description

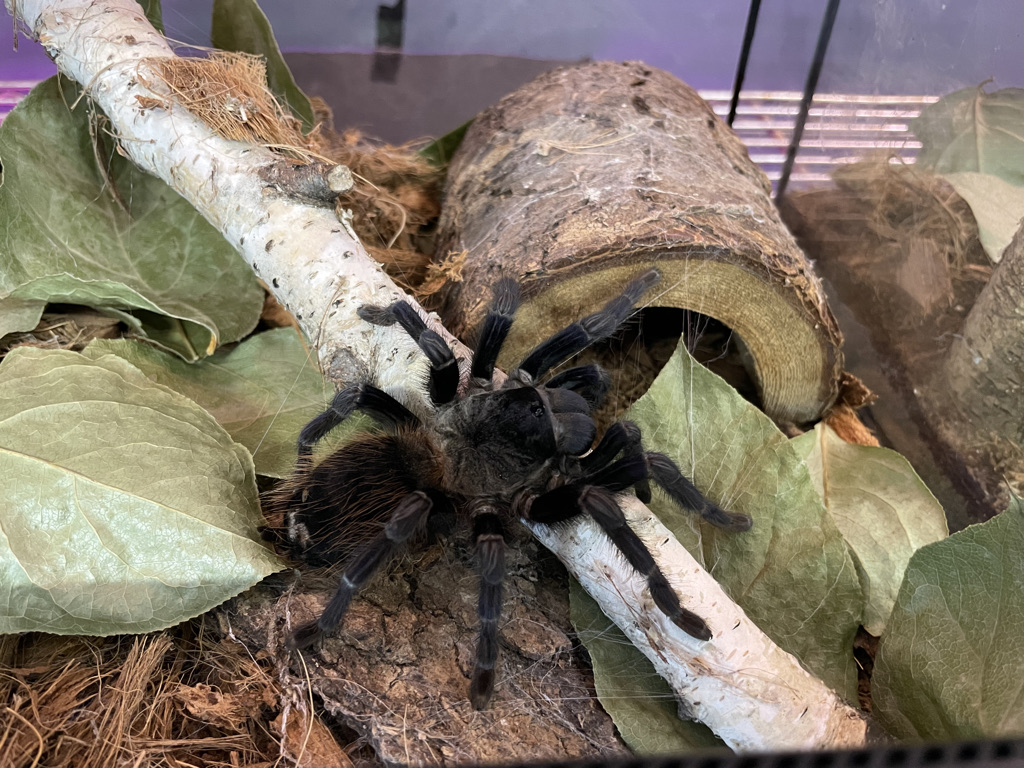
Lasiocyano sazimai

La carapace de la femelle holotype mesure 22,18 mm de long sur 19,71 mm et l'abdomen 23,10 mm de long sur 17,89 mm.
La carapace du mâle décrit par Bertani et Leal en 2016 mesure 14,56 mm de long sur 13,08 mm et l'abdomen 13,45 mm de long sur 8,34 mm.

## Systématique et taxinomie
Cette espèce a été décrite sous le protonyme Pterinopelma sazimai par Bertani, Nagahama et Fukushima en 2011. Elle est placée dans le genre Lasiocyano par Galleti-Lima, Hamilton, Borges et Guadanucci en 2023.
Ce genre a été décrit par Galleti-Lima, Hamilton, Borges et Guadanucci en 2023 dans les Theraphosidae.

## Étymologie
Cette espèce est nommée en l'honneur d'Ivan Sazima.

## Publications originales
- Bertani, Nagahama & Fukushima, 2011 : « Revalidation of Pterinopelma Pocock 1901 with description of a new species and the female of Pterinopelma vitiosum (Keyserling 1891) (Araneae: Theraphosidae: Theraphosinae). » Zootaxa, no 2814, p. 1–18.
- Galleti-Lima, Hamilton, Borges & Guadanucci, 2023 : « Phylogenomics of Lasiodoriforms: reclassification of the South American genus Vitalius Lucas, Silva and Bertani and allied genera (Araneae: Theraphosidae). » Frontiers in Ecology and Evolution, vol. 11, no 1177627, p. 1-19 (texte intégral).